# Baker Knight
Thomas Baker Knight, Jr. (* 4. Juli 1933 in Birmingham, Alabama; † 12. Oktober 2005) war ein US-amerikanischer Rockabilly-Musiker und Songwriter. Er gilt als einer der erfolgreichsten Komponisten der Rock-’n’-Roll-Zeit und ist vor allem für den Titel The Wonder of You bekannt, der von Elvis Presley aufgenommen wurde.

## Leben

### Kindheit und Jugend
Baker Knight wurde in derselben Stadt wie Hardrock Gunter geboren und wuchs dort auch auf. Seinen Vater verlor er mit sechs Jahren. Von diesem Zeitpunkt an wuchs er bei Verwandten auf. Nachdem er drei Jahre bei der Air Force verbracht hatte, wo er Gitarre spielen lernte, begann er an der University of Alabama zu studieren. Zu dieser Zeit schrieb er seine ersten Titel.

### Anfänge
1956 gründete er seine Rockabilly-Band The Knightmares. Im selben Jahr erhielten Knight und seine Band einen Plattenvertrag bei Kit Records. Dort veröffentlichte er seine erste Single, die jedoch unbeachtet blieb. Mit seinem nächsten Titel, Bring My Cadillac Back, hatte er weitaus mehr Erfolg. Die Platte stürmte die lokalen Charts und die Decca Records begannen den Titel landesweit zu veröffentlichen. Die Radiostationen boykottierten den Song jedoch, nach ihrer Auffassung war er „reine Werbung“ für die Autofirma Cadillac. Nach seinem anfänglichen Erfolg brachte Knight bis Ende 1957 weiterhin Platten heraus, jedoch mit wenig Erfolg.

### Karriere
1958 zog Knight nach Hollywood, wo er sich eine Karriere als Schauspieler erhoffte. Dazu kam es jedoch nicht. Er lernte kurze Zeit später den bekannten Rockabilly-Sänger Eddie Cochran kennen, dessen Freundin Sharon Sheeley vermittelte Knight dann an Ricky Nelson weiter. Der erreichte mit Knights Titel Lonesome Town 1958 die Top-10-Charts. Insgesamt nahm Nelson 21 Titel von Knight auf. Berühmte Stars wie Dean Martin, Frank Sinatra, Elvis Presley und Hank Williams, Jr. nahmen nun seine Titel auf. Bis Ende der 1970er Jahre standen Sänger mit seinen Titeln in den Charts, vor allem Elvis, der mit The Wonder of You in den USA und in Großbritannien die Spitze der Charts erreichte.
Auch Country-Stars wie Mickey Gilley konnten mit seinen Songs Erfolge verzeichnen. Don’t The Girls All Get Prettier At Close Time wurde von der Academy of Country Music als Song of the Year ausgezeichnet. Knight veröffentlichte auch weiterhin selbst Platten, unter anderem bei Warner Bros. Records, RCA Victor, Chess Records und den Challenge Records. 1985 musste er seine Karriere als Songwriter und Musiker jedoch aufgeben; seine Ärzte hatten eine schwere Krankheit diagnostiziert.
Baker Knight verstarb am 12. Oktober 2005, kurz nachdem er seine Autobiographie A Piece Of The Big-Time herausgebracht hatte.

## Diskographie
| Jahr | Titel                                                                 | Plattenfirma         |
| ---- | --------------------------------------------------------------------- | -------------------- |
| 1956 | Bob Boogie To The Blues / Little Heart                                | Kit Records          |
| 1956 | Bring My Cadillac Back / I Cried                                      | Kit Records          |
| 1956 | Bring My Cadillac Back / I Cried                                      | Decca Records        |
| 1957 | Reelin’ and Rockin’ / When The World Gets Around                      | Decca Records        |
| 1957 | Just A Little Bit More / The Value Of Love                            | Decca Records        |
| 1957 | Love-A-Love-A-Love-A / High School Days                               | Decca Records        |
| 1958 | Ain't Nothin' But Love / My Heart Cries For You                       | Jubilee Records      |
| 1958 | I Never Get To Kiss You Anymore / Wishing                             | Jubilee Records      |
| 1959 | Just Relax / Takin’ A Chance                                          | Coral Records        |
| 1959 | Pretty Little Girl / Tag Along Blues                                  | Coral Records        |
| 1960 | I Can Tell / The Beginning Of The End                                 | RCA Victor           |
| 1961 | Dum Dum Diggley Dum / Any Time At All                                 | RCA Victor           |
| 1961 | Peek-A-Boo / Theme From The Devil’s Island                            | Chess Records        |
| 1962 | Whose Little Baby Are You? / Bring It On Home To Me                   | Kit Records          |
| 1962 | Hungry For Love / House Next Door                                     | Checker Records      |
| 1963 | Best Thing That Ever Happened To Me / My Memories Of You              | Challenge Records    |
| 1963 | Big City Girls / Look In The Mirror                                   | Everest Records      |
| 1964 | Surrender To Me / When Somebody Mentions Your Name                    | Challenge Records    |
| 1964 | Apple Daddy / Good Evening Mr. Heartache                              | Challenge Records    |
| 1965 | Girl Like That / Hello Mama                                           | Challenge Records    |
| 1965 | I’m The Wolf Man / Sit and Dance (als Round Robin)                    | Domain Records       |
| 1966 | Man With A Plan / I Woke Up On The Wrong Side Of The World            | Reprise Records      |
| 1966 | It Goes Deeper Than That / From A Distance                            | Reprise Records      |
| 1966 | Would You Believe It / Tomorrows Good Time Girl                       | Reprise Records      |
| 1966 | Would You Believe It / Tomorrows Good Time Girl (UK-Veröffentlichung) | Reprise Records      |
| 1966 | I Want What You Got / Sorry ‘Bout That                                | Reprise Records      |
| 1967 | I Feel Sick About The Whole Thing / Hallucinations                    | Reprise Records      |
| 1967 | Things Are Looking Good / Stick-To-It-Ivity                           | Reprise Records      |
| 1968 | Verge Of Success / Are You Satisfied Now?                             | Reprise Records      |
| 1970 | Lady Hamilton / Man Who Never Made It                                 | Happy Tiger Records  |
| 1975 | A Legend On The Stage / A Legend On The Stage                         | unbekannt            |
| 1977 | If Only / Physical Thing                                              | Warner Bros. Records |